# Oktar
Oktar († 430), griechisch (bei Sokrates Scholastikos) Ούπταρος (Ouptaros), lateinisch (bei Jordanes) Octar genannt, war ein Herrscher der europäischen Hunnen im 5. Jahrhundert und ein Onkel Attilas.
Er regierte zusammen mit seinem Bruder Rua um 430 über einen Großteil der europäischen Hunnen, wobei Oktar im Westen herrschte. Einzelheiten über ihn sind nicht überliefert. Der spätantike Kirchenhistoriker Sokrates berichtet, dass Oktar an den Folgen einer zu üppigen Mahlzeit verstarb, während er gegen die Burgunden Krieg führte.

## Etymologie
Omeljan Pritsak deutet den Namen wie folgt: Im älteren Türkisch des 11. Jahrhunderts und einigen mongolischen Sprachen wie dem Kalmückischen ist öktem als „stark“, „tapfer“, „stolz“ belegt, ähnlich der Verbalstamm ökte- in der (osttürkischen) tschagataischen Sprache. Das türkisch-mongolische Nominalsuffix m wird im Mongolischen wie auch im Kalmückischen und Hunnischen durch Rhotazismus zu r. Die Transformation Octar > Optar ist durch den Einfluss der gotischen Sprache auf das Balkanlatein zu erklären. Allerdings ist die sprachfamiliäre Zuordnung der hunnischen Sprache in der Forschung umstritten.